# Hôtel d'Uzès
L'hôtel d'Uzès est un hôtel particulier du XVIe siècle situé à Tonnerre, dans le département de l'Yonne, en France.

## Historique
L’hôtel semble avoir été édifié par un riche bourgeois, Jean Canelle (1503-1562), futur seigneur de Vaulichères, receveur des aides et tailles à Tonnerre, après 1556. La date de 1533 a été gravée lors de la restauration de 1888. Ses descendants l'occupent jusqu'en 1651.
Cette maison doit son nom à Louise de Clermont. Celle-ci épouse en secondes noces, Antoine de Crussol, duc d'Uzès. Comtesse de Tonnerre, et amie des Canelle, elle séjourne en ce lieu à de multiples occasions.
Le Chevalier d'Éon y naît le 5 octobre 1728.
L'édifice fut acheté par la Caisse d'épargne en 1879. Une restauration a lieu en 1888 qui suscite bien des controverses.
Le bâtiment fait l’objet d’une inscription au titre des monuments historiques depuis le 18 mai 1926.

## Description
La cour et la façade sont tout ce qui reste d'un ensemble beaucoup plus vaste.
La décoration de l'édifice en fait un exemple des constructions de la renaissance dans Paris : tourelle à encoignure, lanterneaux, fenêtres à meneaux, niches, coquilles, frises ornées avec une délicatesse extrême, d'arabesque, de faunes, etc.
Les deux statues latérales datent par contre de la restauration de 1888.

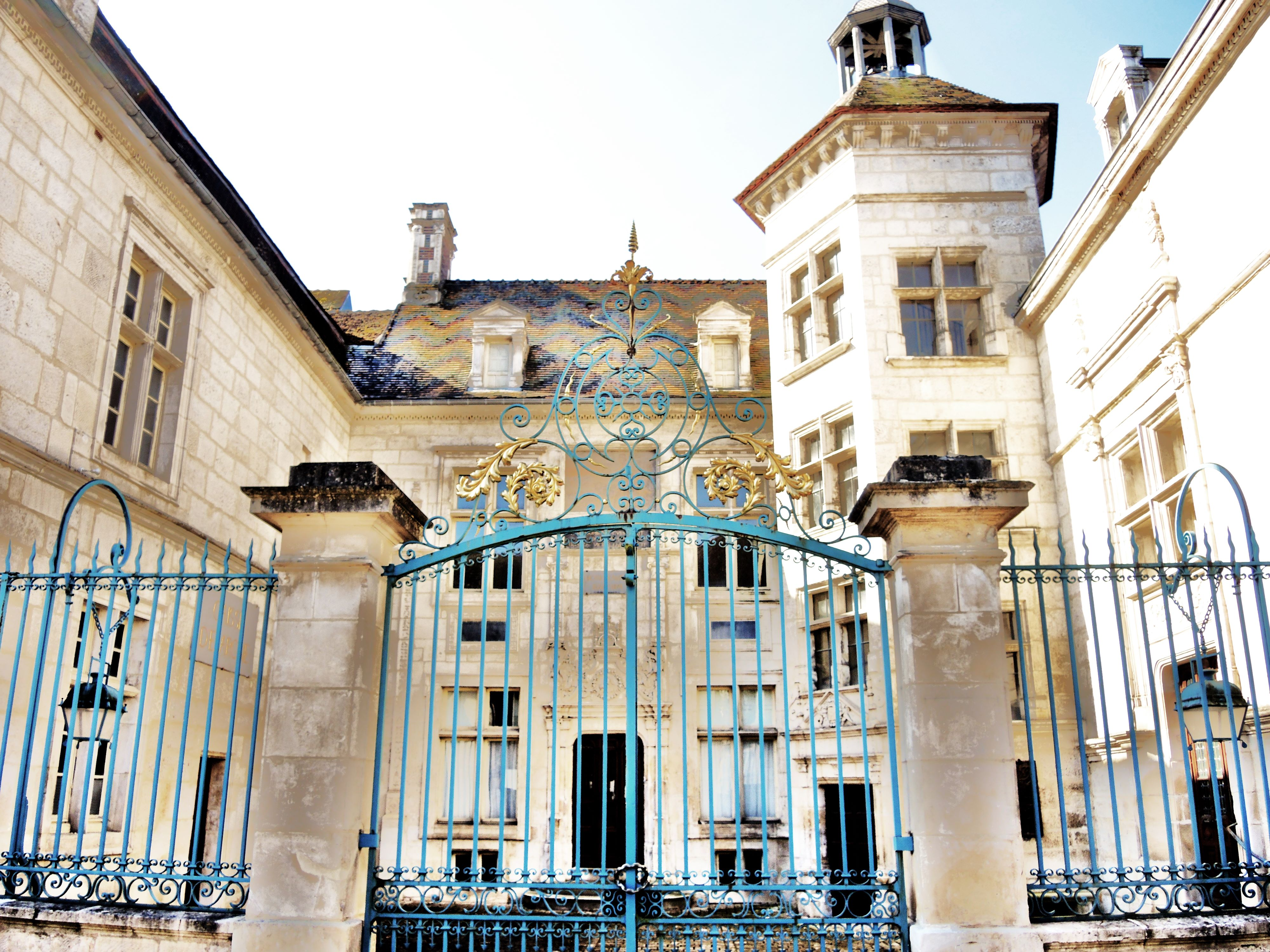
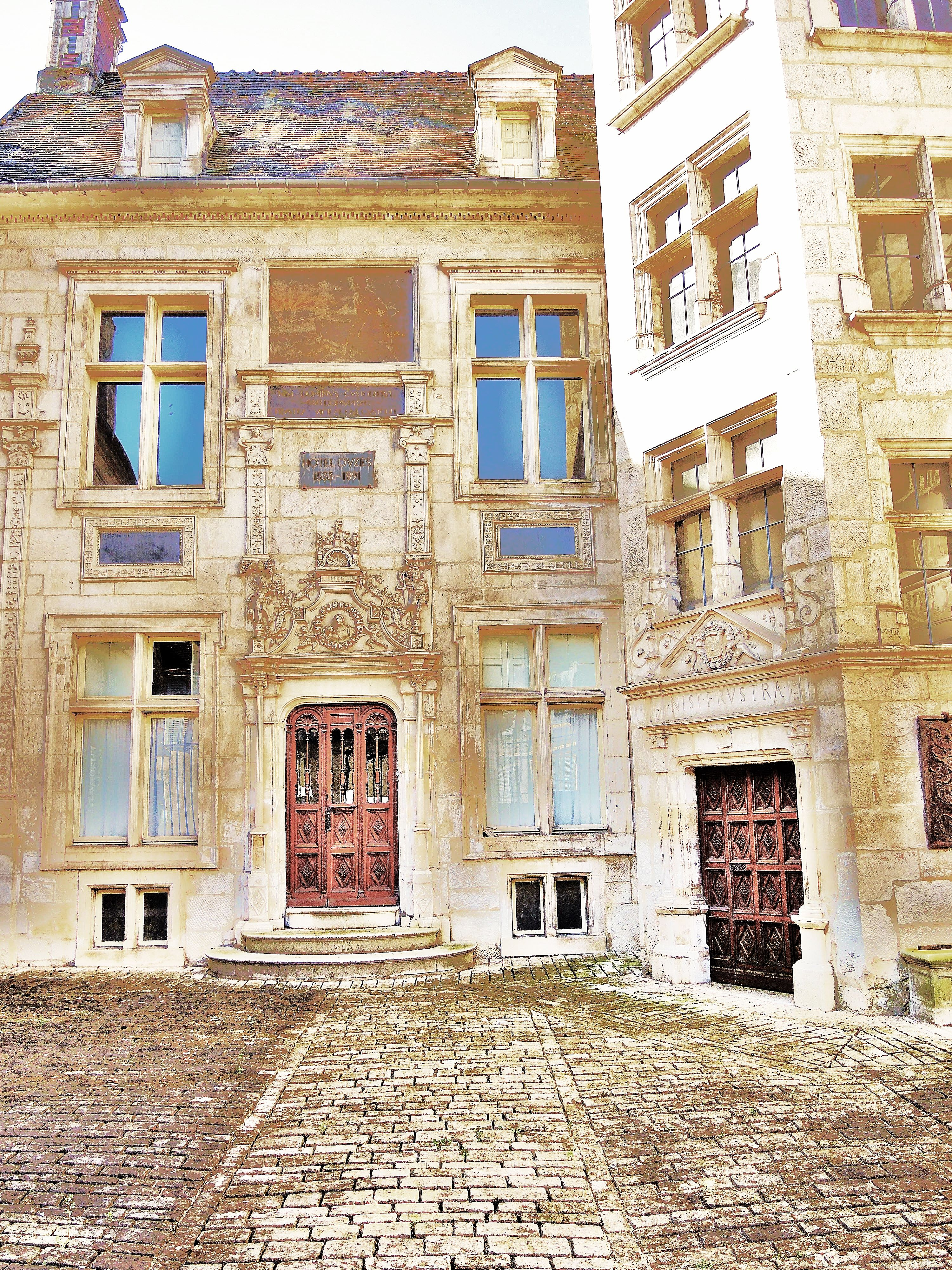
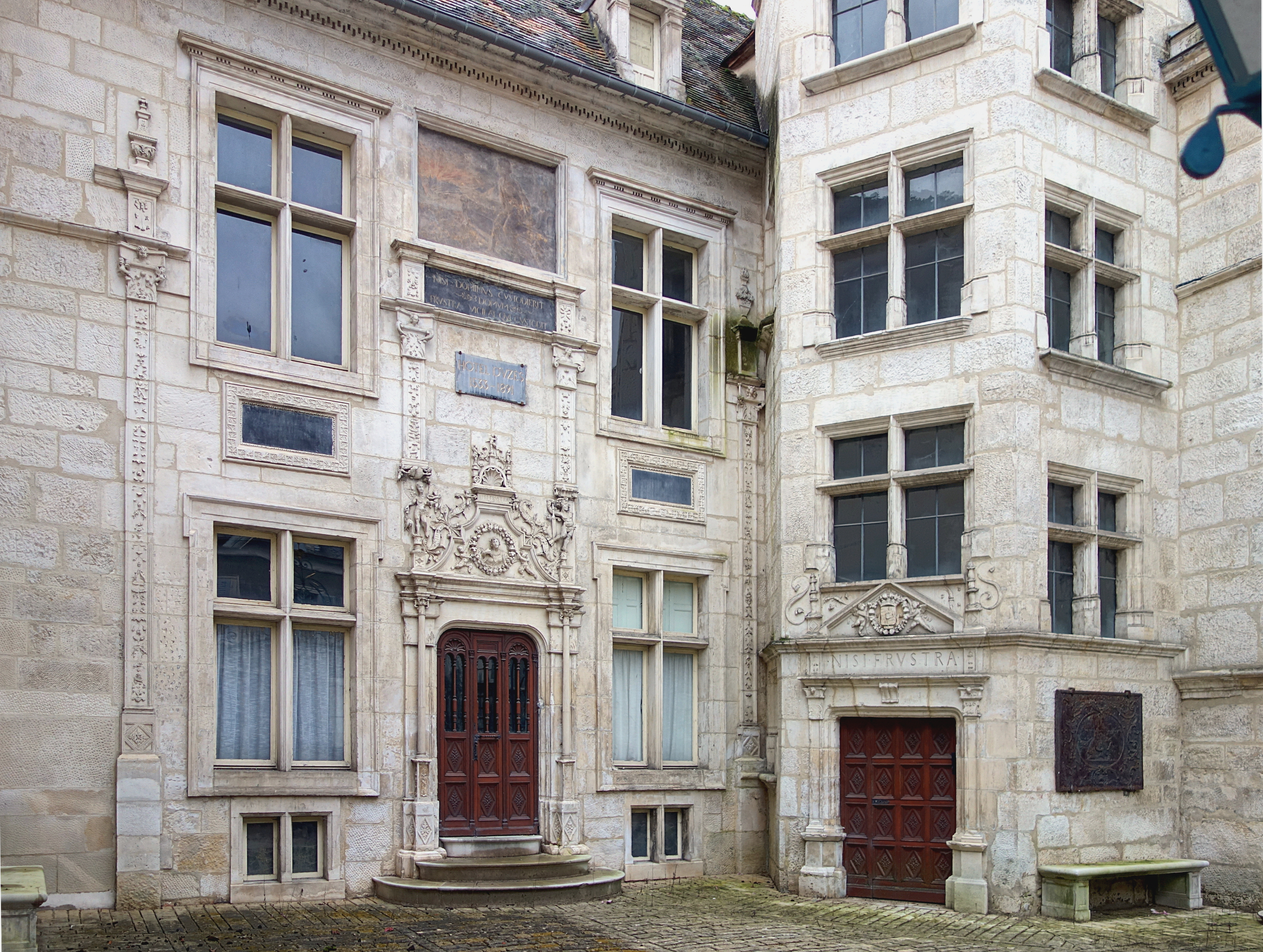
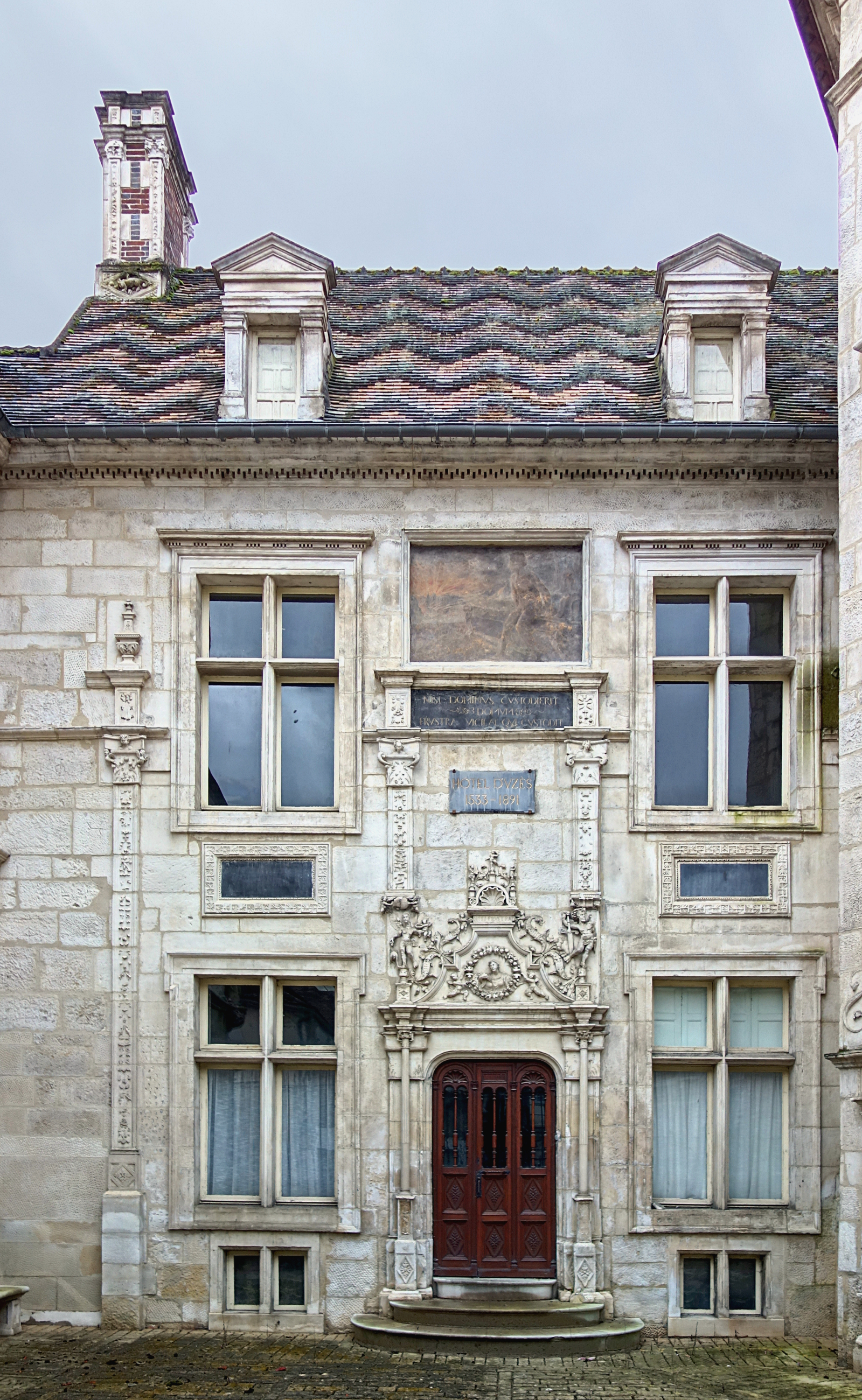
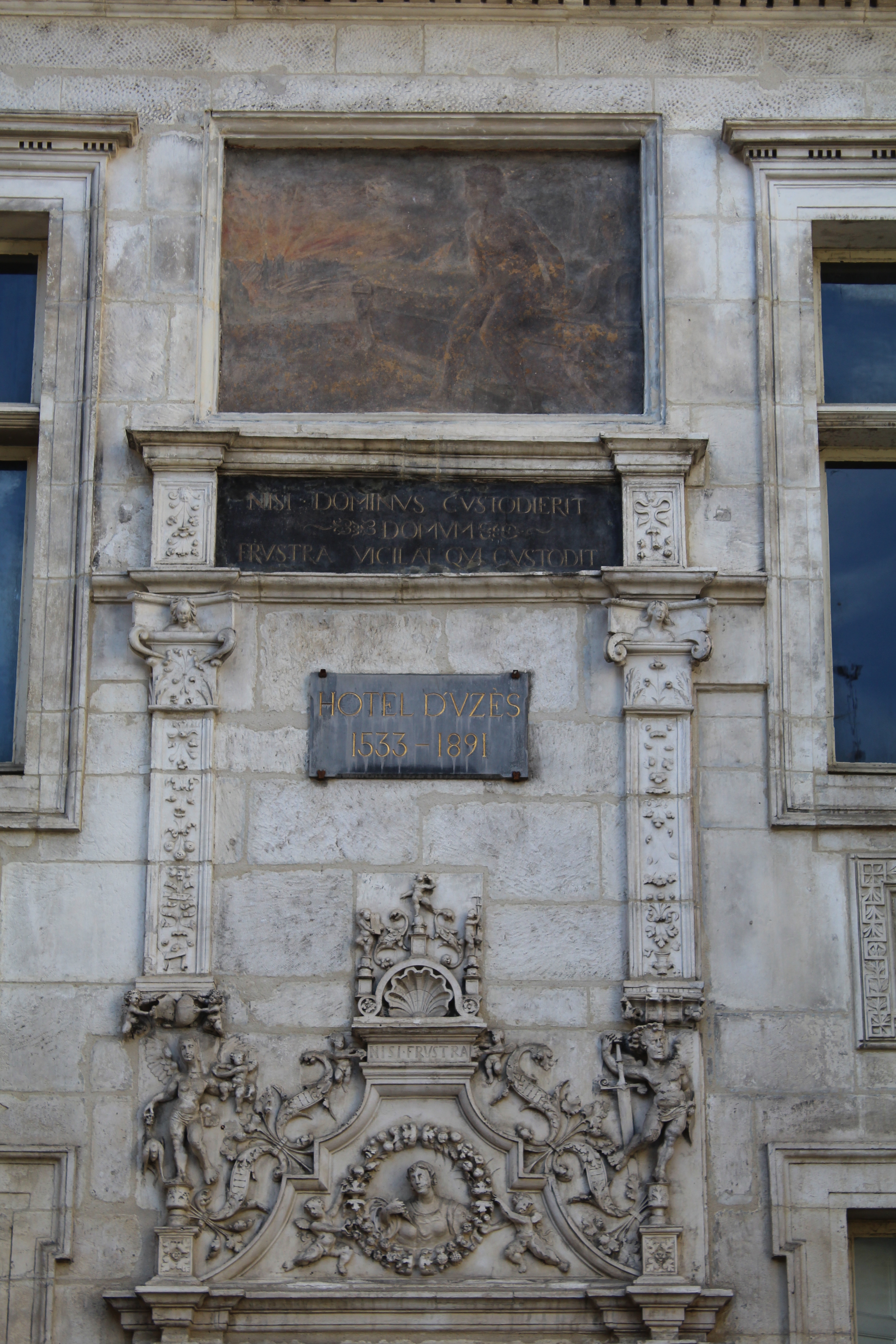

## Lieu de tournage
En 2018, une équipe de l'émission Secrets d'Histoire a tourné plusieurs séquences à l'hôtel dans le cadre d'un numéro consacré au Chevalier d'Éon, intitulé Chevalier d'Éon, sans contrefaçon je suis un espion, diffusé le 21 octobre 2019 sur France 3.